# Miroslav Valan
Miroslav Valan (né le 2 septembre 1987 à Sarajevo, en Yougoslavie) est un entomologiste tchèque.
Valan a décrit Ricinus vaderi, une espèce de poux parasites hématophages des oiseaux, de la famille des Ricinidae.